# Charley Mitchell
Charles Watson Mitchell (Birmingham, 24 novembre 1861 – 3 aprile 1918) è stato un pugile britannico.
La International Boxing Hall of Fame lo ha riconosciuto fra i più grandi pugili di ogni tempo.

## Gli inizi
Combatté sia a pugni nudi che, nell'ultima fase della carriera, con i guantoni, seguendo sia le London Prize Ring Rules che le Queensbury Rules.
I primi incontri registrati risalgono al 1877.

## La carriera
Sfidante al titolo mondiale dei massimi, il 25 gennaio 1894 si batté contro James J. Corbett, perdendo per KO al 3º round.